# Nuon Chea
Nuon Chea (em quemer:  នួន ជា; nascido Lao Kim Lorn;  7 de julho de 1926 - 4 de agosto de 2019), também conhecido como Long Bunruot (em quemer:  ឡុង ប៊ុនរត្ន) ou Rungloet Laodi (រុងឡឺត ឡាវឌី em tailandês:  รุ่งเลิศ เหล่าดี),  foi um político e revolucionário comunista cambojano que foi o principal ideólogo do Khmer Vermelho. Ele também serviu brevemente como primeiro-ministro interino do Kampuchea Democrático. Ele era comumente conhecido como "Irmão Número Dois" (em quemer:  បងធំទី២), como ele era o segundo em comando do líder do Khmer Vermelho, Pol Pot, secretário-geral do partido, durante o genocídio cambojano de 1975-1979. Em 2014, Nuon Chea recebeu uma sentença de prisão perpétua por crimes contra a humanidade, ao lado de outro líder do alto escalão do Khmer Vermelho, Khieu Samphan, e um novo julgamento o condenou por genocídio em 2018. Essas sentenças de prisão perpétua foram fundidas em uma única sentença de prisão perpétua pela Câmara de Julgamento em 16 de novembro de 2018.  Ele morreu enquanto cumpria sua sentença em 2019.

## Biografia
Nuon Chea nasceu como Lao Kim Lorn em Voat Kor, Battambang em 7 de julho de 1926.   O pai de Nuon, Lao Liv, trabalhava como comerciante e agricultor de milho, enquanto sua mãe, Dos Peanh, era alfaiate. Uma entrevista de um pesquisador japonês em 2003 com Nuon Chea citou que Liv era chinesa, enquanto Peanh era filha de um imigrante chinês de Shantou e sua esposa Khmer.  Em 2011, no entanto, Chea disse ao Tribunal do Khmer Vermelho que ele era apenas um quarto chinês por meio de seu pai meio chinês.  Quando criança, Nuon Chea foi criado nos costumes chineses e Khmer. A família rezava em um templo budista Theravada, mas observava os costumes religiosos chineses durante o Ano Novo Lunar e o festival Qingming. Nuon Chea começou a estudar aos sete anos e foi educado em tailandês, francês e khmer. 
Na década de 1940, Nuon Chea estudou na Escola Wat Benchamabophit e na Faculdade de Direito da Universidade Thammasat em Bangkok e trabalhou meio período para o Ministério de Relações Exteriores da Tailândia. Ele começou suas atividades políticas no Partido Comunista de Sião em Bangkok.  Ele foi eleito secretário-geral adjunto do Partido dos Trabalhadores do Kampuchea (mais tarde renomeado como Partido Comunista de Kampuchea) em setembro de 1960.  No Kampuchea Democrático, ele era geralmente conhecido como "Irmão Número Dois".  Ao contrário da maioria dos líderes do Khmer Vermelho, Chea não foi educado na França. 
Conforme documentado nos arquivos soviéticos, Nuon Chea desempenhou um papel importante na negociação da invasão norte-vietnamita do Camboja em 1970, com a intenção de forçar o colapso do governo de Lon Nol: "Em abril-maio de 1970, muitas forças norte-vietnamitas entraram Camboja em resposta ao pedido de ajuda dirigido ao Vietnã não por Pol Pot, mas por seu vice Nuon Chea. Nguyen Co Thach relembra: "Nuon Chea pediu ajuda e libertamos cinco províncias do Camboja em dez dias." Em 1970, de fato, as forças vietnamitas ocuparam quase um quarto do território do Camboja, e a zona de controle comunista cresceu várias vezes, pois o poder nas chamadas regiões libertadas foi entregue ao PCK [Khmer Vermelho]. Naquela época, as relações entre Pol Pot e os líderes norte-vietnamitas eram especialmente calorosas."  Os norte-vietnamitas confiavam em Nuon Chea mais do que em Pol Pot ou Ieng Sary, embora Chea "consistentemente e conscientemente tenha enganado os principais vietnamitas sobre os planos reais da liderança Khmer". Como resultado, "Hanói não empreendeu nenhuma ação para mudar o padrão de poder dentro dos altos escalões do Partido Comunista em benefício próprio". 

## Carreira
Como a legislatura estadual recentemente proclamada, a Assembleia Representativa do Povo do Kampuchean realizou sua primeira sessão plenária entre 11 e 13 de abril de 1976. Chea foi eleito presidente de seu Comitê Permanente. Ele ocupou brevemente o cargo de primeiro-ministro interino quando Pol Pot renunciou por um mês, alegando motivos de saúde.  De acordo com Dmitry Mosyakov, "Em outubro de 1978, Hanói ainda acreditava que 'havia duas figuras proeminentes do partido em Phnom Penh que simpatizavam com o Vietnã - Nuon Chea e o ex-primeiro secretário da Zona Leste, So Phim. As esperanças vietnamitas de que essas figuras liderariam uma revolta contra Pol Pot acabaram sendo infundadas: So Phim morreu durante a revolta em junho de 1978, enquanto Nuon Chea, como é conhecido, acabou sendo um dos seguidores mais devotos de Pol Pot. - ele não desertou para o lado vietnamita. . . . É difícil entender por que até o final de 1978 se acreditava em Hanói que Nuon Chea era 'o homem deles', apesar do fato de que toda a experiência anterior deveria ter provado o contrário. Hanoi não sabia de seu apoio permanente a Pol Pot, suas exigências de que 'a minoria vietnamita não deveria residir em Kampuchea', sua extrema crueldade, bem como o fato de que, 'em comparação com Nuon Chea, as pessoas consideravam Pol Pot um modelo de bondade'?"  Nuon Chea foi forçado a abandonar seu cargo de presidente da Assembleia, junto com todos os outros, quando os vietnamitas capturaram Phnom Penh em janeiro de 1979.   De acordo com o comandante da prisão Kaing Khek Iev (mais conhecido como Duch), que descreveu Chea como "o principal responsável pelos assassinatos", Chea "ordenou que eu matasse todos os prisioneiros restantes" em Tuol Sleng pouco antes da queda do regime; Chea teria ficado "furioso" porque Duch falhou em destruir os extensos arquivos de Tuol Sleng documentando tortura e assassinato em massa na prisão antes que os vietnamitas tomassem o local.  
Em dezembro de 1998, Chea se rendeu como parte dos últimos remanescentes da resistência do Khmer Vermelho, em Pailin, perto da fronteira com a Tailândia.  O governo do primeiro-ministro Hun Sen, ele próprio um ex-membro do Khmer Vermelho, concordou em abandonar as tentativas de processar Chea, uma decisão que foi condenada pelas nações ocidentais.  O jornalista americano Nate Thayer, a última pessoa a entrevistar Pol Pot, descreve Nuon Chea como "provavelmente mais culpado do que o próprio Pol Pot pelos assassinatos reais ocorridos enquanto o Khmer Vermelho estava no poder". 

## Prisão e julgamento

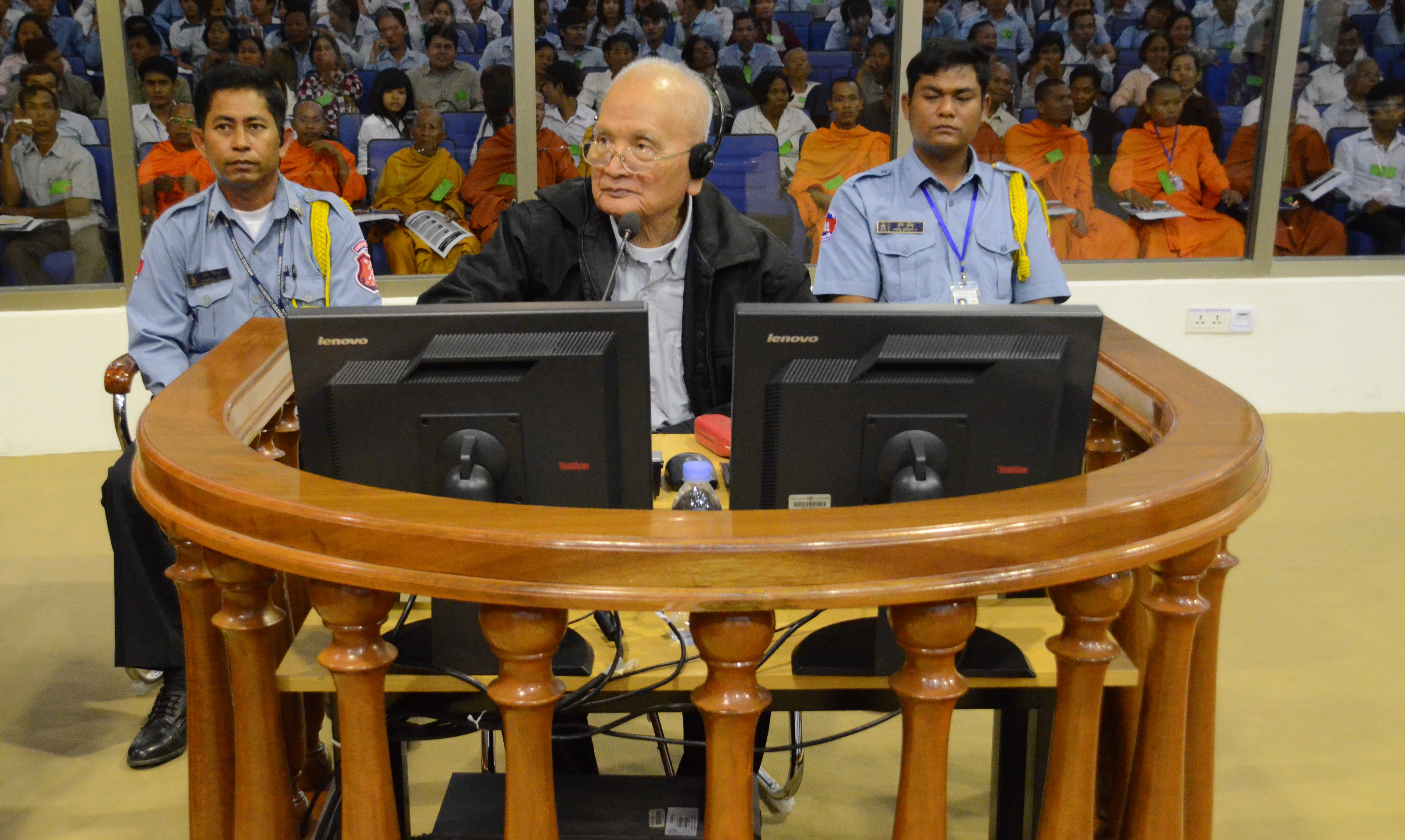
Chea em julgamento no Tribunal do Khmer Vermelho, 5 de dezembro de 2011

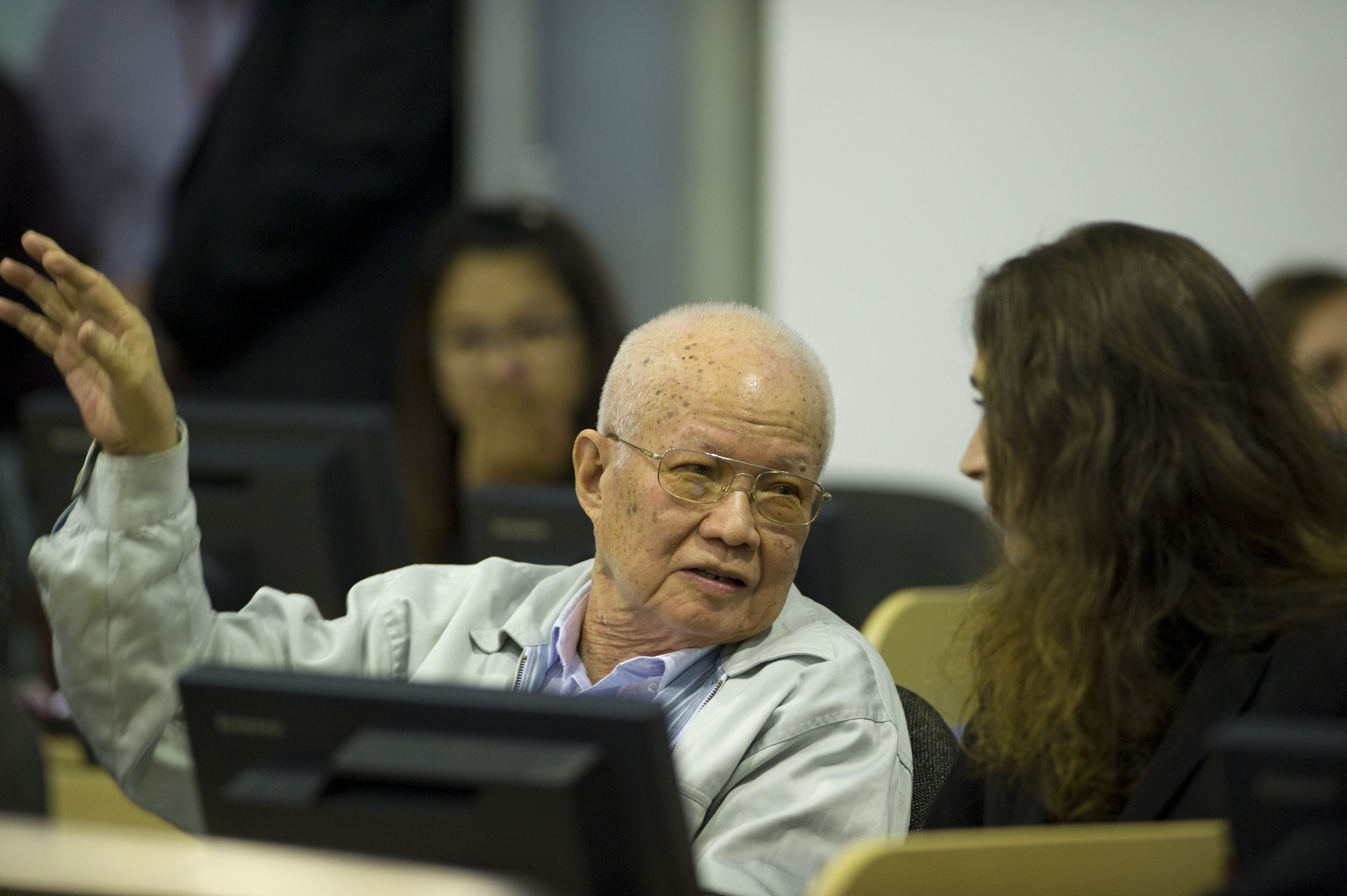
As Câmaras Extraordinárias dos Tribunais do Camboja (ECCC) consideram Nuon Chea e Khieu Samphan culpados e condenam ambos a prisão perpétua por crimes contra a humanidade.

Em 19 de setembro de 2007, Chea, de 81 anos, foi preso em sua casa em Pailin e levado para o Tribunal do Khmer Vermelho em Phnom Penh, que o acusou de crimes de guerra e crimes contra a humanidade.  Ele foi mantido continuamente em detenção após sua prisão. Em fevereiro de 2008, Chea disse ao tribunal que seu caso deveria ser tratado de acordo com os padrões internacionais. Ele argumentou que o tribunal deveria atrasar o processo porque seu advogado holandês, Michiel Pestman, ainda não havia chegado. 
Em maio de 2013, Chea disse ao tribunal e às famílias das vítimas: "Sinto remorso pelos crimes que foram cometidos intencionalmente ou não, quer eu soubesse ou não".  Em 7 de agosto de 2014, o tribunal condenou Chea por crimes contra a humanidade e o condenou à prisão perpétua.  Seu advogado anunciou imediatamente que Chea apelaria de sua condenação.  Chea enfrentou um julgamento separado pelo crime de genocídio no mesmo tribunal.   O tribunal considerou ele e Khieu Samphan culpados de genocídio contra o povo vietnamita e os Chams em 16 de novembro de 2018.  Essas sentenças de prisão perpétua foram fundidas em uma única sentença de prisão perpétua pela Câmara de Julgamento em 16 de novembro de 2018. 
Em seu resumo final perante o tribunal, com cerca de 500 páginas, Chea "culpou os agentes vietnamitas por praticamente tudo que deu errado durante o regime do Khmer Vermelho". Ele também negou a responsabilidade por assassinatos em massa, mas isso foi contradito por documentação detalhada deixada pelo próprio regime do Khmer Vermelho, incluindo "confissões" bizarras extraídas sob tortura em Tuol Sleng e fotografias de vítimas de expurgos, bem como uma gravação feita por um cambojano jornalista antes da prisão de Chea em 2007, na qual Chea admitiu: "Acredite em mim, se esses traidores estivessem vivos, os Khmers como povo teriam acabado. . . Se tivéssemos mostrado misericórdia a essas pessoas, a nação teria sido perdida."  

## Morte
Nuon Chea morreu em 4 de agosto de 2019 no Khmer-Soviet Friendship Hospital em Phnom Penh, aos 93 anos  Ele estava hospitalizado desde 2 de julho por falta de fluxo sanguíneo no dedo do pé, que ficou preto. A circulação de Chea não estava fornecendo sangue adequadamente para ela. A falta de fluxo sanguíneo adequado trouxe infecção em seu dedo do pé que eventualmente o matou, provavelmente causando sepse de sangue e eventual falência de múltiplos órgãos.  Seu corpo foi posteriormente levado para Sala Krau, Pailin, antes da cremação de acordo com a tradição budista.  